# Сборная Колумбии по футзалу (AMF)
Сборная Колумбии по футзалу представляет Колумбию на международных соревнованиях по футзалу. Победитель первенств мира в 2000 и 2011 годах.

## Турнирные достижения

### Чемпионат мира по футзалу FIFUSA
- 1982 — 4 место
- 1985 — не участвовала
- 1988 — не участвовала
- 1991 — 1/4 финала
- 1994 —  2 место
- 1997 — 1/4 финала
- 2000 —  Чемпионы

### Чемпионат мира по футзалу AMF
- 2003 —  2 место
- 2007 —  3 место
- 2011 —  Чемпионы
- 2015 —  Чемпионы

### Чемпионат Южной Америки по футзалу
- 1965 — результат не известен
- 1969 — результат не известен
- 1971 — результат не известен
- 1973 — результат не известен
- 1975 — результат не известен
- 1976 — результат не известен
- 1977 —  3 место
- 1979 — результат не известен
- 1983 — результат не известен
- 1986 — результат не известен
- 1989 — результат не известен
- 1992 — 5 место
- 1998 —  2 место
- 2014 —  Чемпионы

### Чемпионат Пан-Америки по футзалу
- 1980 — результат не известен
- 1984 —  3 место
- 1990 —  Чемпионы
- 1993 —  Чемпионы
- 1996 —  2 место
- 1999 —  3 место